# 12AX7

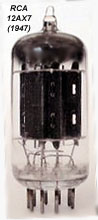
12AX7 de RCA

Distribución de patas según la norma EIA-9A.

La 12AX7 o ECC83 es una válvula doble triodo de base noval B9A con un elevado grado de ganancia. Fue desarrollada en 1946 por los ingenieros de RCA en Harrison, Nueva Jersey, con el número de desarrollo A-4522. Fue comercializada al público con el nombre de 12AX7 el 15 de septiembre de 1947. La 12AX7 fue desarrollada para reemplazar al doble triodo de base octal 6SL7 para ser usada en amplificadores de audio. Es muy popular entre los entusiastas de los amplificadores a válvulas, y su uso prolongado durante años la convierte en una de las pocas válvulas de baja señal en producción continua desde que se comercializó por primera vez.

## Historia
La 12AX7 se puede considerar como dos triodos de la válvula 6AV6 en una sola válvula. La 6AV6 es una versión miniatura de la válvula 6SQ7, una válvula con un triodo y dos diodos muy usada como detectora-preamplificadora en las radios de AM, que a su vez es similar a la vieja válvula 75 de los años 1930.
En 2012, la 12AX7 se hace en varias versiones por dos fábricas en Rusia (Winged C, formalmente Svetlana, y Sovtek, que produce las válvulas bajo las marcas de Sovtek, Electro-Harmonix, Svetlana, Tung-sol, y otras marcas), una en China (Shuguang), y una en Eslovaquia (JJ), para una producción total anual estimada de unas dos millones de unidades. La gran mayoría son usadas en amplificadores de guitarra o como reemplazo para amplificadores de guitarra y equipos de audio.

## Aplicaciones

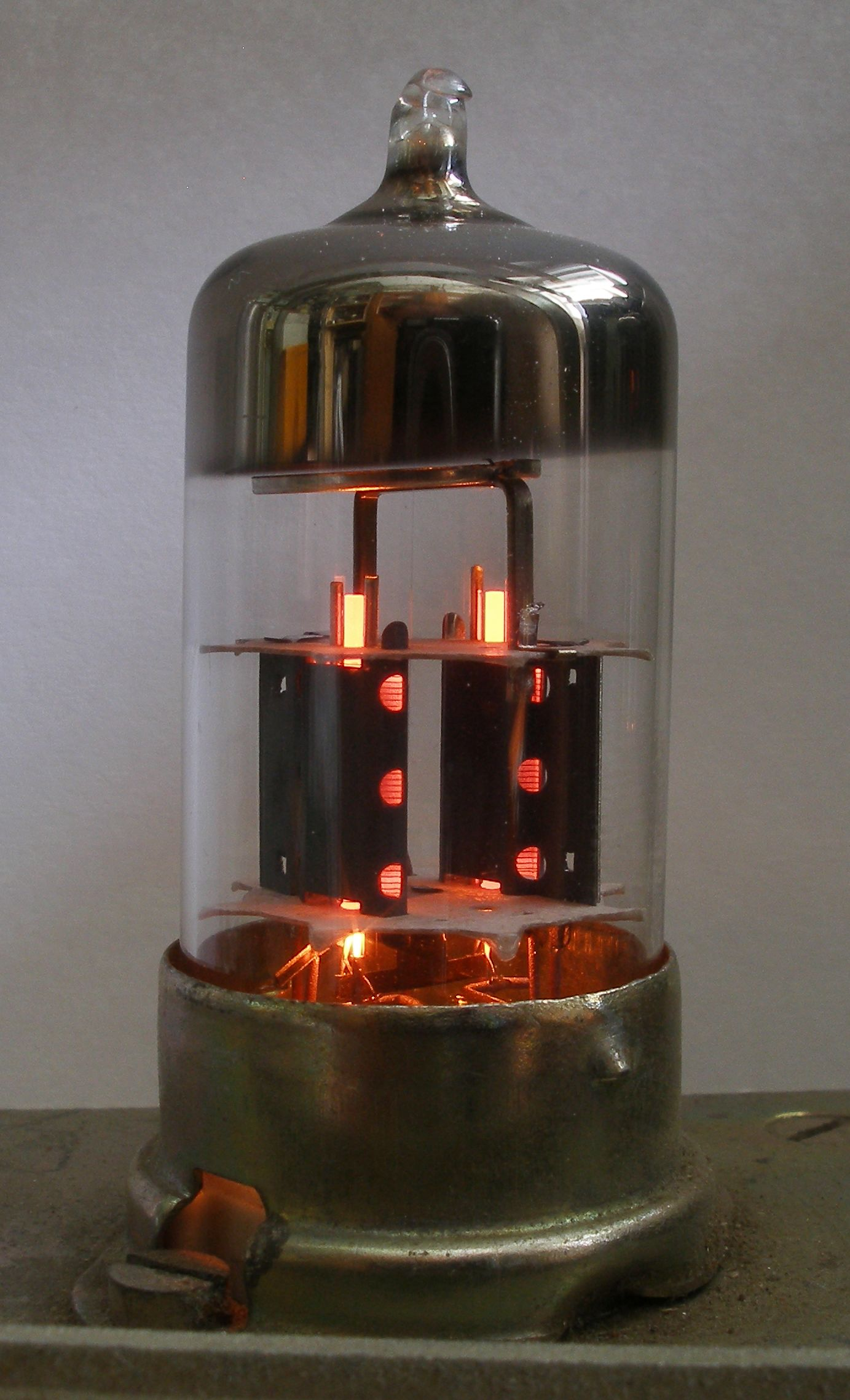
Válvula ECC83 con el filamento encendido.

La 12AX7 es un triodo con alta ganancia (un factor típico de amplificación de 100) y baja corriente de placa especializada para amplificar señales de audio de baja intensidad. Es muy usada en las etapas preamplificadoras (entrada y nivel medio) de amplificadores de audio. Tiene un relativamente alto nivel de capacidad Miller, haciendo así que no sea adecuada para ser usada en radiofrecuencia, sin embargo a bajas frecuencias tanto la 12AX7 como otras válvulas similares pero de menor ganancia todavía pueden funcionar en algunos circuitos de radiofrecuencia.
Típicamente, un triodo de la 12AX7 es configurado con una resistencia de placa de valor alto (100K en casi todos los amplificadores de guitarra y 220K o más en los amplificadores de alta fidelidad). El BIAS para la reja de control suele obtenerse con una resistencia de cátodo. Si la resistencia de cátodo no tiene un condensador en paralelo, actuará la realimentación negativa y la ganancia típica en esas condiciones será de 30, pero la distorsión será menor. Si se pone un condensador en paralelo con la resistencia de cátodo, el nivel de amplificación subirá a costa de un poco más de distorsión por eliminar la realimentación negativa.
El número "12" inicial de su designación indica que utiliza un filamento de 12,6V, sin embargo el filamento tiene una conexión central que admite alimentarlo con una tensión de 6,3V. El consumo del filamento al estar conectado en 12,6V es de 150mA, y cuando se alimenta a 6,3V el consumo es de 300mA si se alimenta a los filamentos de los dos triodos, o de 150mA si se alimenta solamente el filamento de un triodo.
En estos cuadros se indican las características de uso normal como preamplificador de audio de una 12AX7 según varios parámetros:
a) Rp=47K, Rg=150K
| V+ (V) | Rk (Ω) | Ia (mA) | Vo (Veff) | Vo/Vin | Dtot (%) |
| ------ | ------ | ------- | --------- | ------ | -------- |
| 200    | 1500   | 0,86    | 18        | 34     | 8,5      |
| 250    | 1200   | 1,18    | 23        | 37,5   | 7,0      |
| 300    | 1000   | 1,55    | 26        | 40     | 5,0      |
| 350    | 820    | 1,98    | 33        | 42,5   | 4,4      |
| 400    | 680    | 2,45    | 37        | 44     | 3,6      |

b) Rp=100K, Rg=330K
| V+ (V) | Rk (Ω) | Ia (mA) | Vo (Veff) | Vo/Vin | Dtot (%) |
| ------ | ------ | ------- | --------- | ------ | -------- |
| 200    | 1800   | 0,65    | 20        | 50     | 4,8      |
| 250    | 1500   | 0,86    | 26        | 54,5   | 3,9      |
| 300    | 1200   | 1,11    | 30        | 57     | 2,7      |
| 350    | 1000   | 1,40    | 36        | 61     | 2,2      |
| 400    | 820    | 1,72    | 38        | 63     | 1,7      |

c) Rp=220K, Rg=680K
| V+ (V) | Rk (Ω) | Ia (mA) | Vo (Veff) | Vo/Vin | Dtot (%) |
| ------ | ------ | ------- | --------- | ------ | -------- |
| 200    | 3300   | 0,36    | 24        | 56     | 4,6      |
| 250    | 2700   | 0,48    | 28        | 66,5   | 3,4      |
| 300    | 2200   | 0,63    | 36        | 72     | 2,6      |
| 350    | 1500   | 0,85    | 37        | 75,5   | 1,6      |
| 400    | 1200   | 1,02    | 38        | 76,5   | 1,1      |

C: Ambos condensadores tienen un valor de 10nF

Rc: Tiene un valor de 1MΩ

Ck: Se elige un valor de 47µF

Ia: Se refiere a la intensidad que circula por V+

Dtot: Expresa el porcentaje de distorsión armónica total

Rg: Es la resistencia de reja para el siguiente paso, se coloca de Vo a masa

Vo/Vin: Indica la ganancia de la etapa

## Triodos de diseño similar
La 12AX7 es el miembro común de lo que eventualmente fue una gran variedad de válvulas doble triodo, fabricadas en todo el mundo, todas compartiendo la misma conexión de las bases (EIA 9A). Otras válvulas, que en algunos casos podían ser intercambiadas en una emergencia, incluyen a la 12AT7 (ECC81), 12AU7 (ECC82), 12AV7, y la válvula de bajo voltaje 12U7, más muchas válvulas doble triodo. Tienen una gran variedad de ganancias y transconductancias. Diferentes versiones fueron hechas mejorando la robustez, con baja microfonía, con mayor estabilidad, tiempo de vida, etc.
Otros diseños ofrecían menor ganancia de voltaje (a costa de una corriente de placa mayor) que la 12AX7 (con una ganancia típica de 100), y eran más adecuadas para aplicaciones de alta frecuencia.
Algunos diseños similares a la 12AX7 americanos son:
- 12AD7 (10 de octubre de 1955, filamento de 225mA, bajo nivel de ruido)
- 12AT7(20 de mayo de 1947, doble 6AB4, ganancia de 60)
- 12AU7 (18 de octubre de 1946, doble 6C4, ganancia de 17-20)
- 12AV7 (14 de febrero de 1950, doble 6BC4, ganancia de 37-41)
- 12AY7 (7 de diciembre de 1948, ganancia de 44, usada como preamplificador de audio)
- 12AZ7 (2 de marzo de 1951, filamento de 225mA, ganancia de 60)
- 12DF7 (ganancia de 100, baja microfonía)
- 12DT7 (ganancia de 100)
- 12DW7 (Primer triodo con una ganancia de 100, segundo triodo con una ganancia de 17)
- 12U7 (ganancia de 20, para ser usada en radios de coche con 12V de voltaje de placa)

Otras variantes Europeas existen como la versión de bajo ruido 12AX7A, 12AD7, 6681, 7025 y 7729. Otras versiones europeas son la B339, B759, CV492, CV4004, CV8156, CV8222, ECC803, ECC803S, E2164 y M8137, y unas versiones de baja ganancia y bajo ruido 5751 y 6851, pensadas para ser usadas en los equipos de los aviones.

## Galería

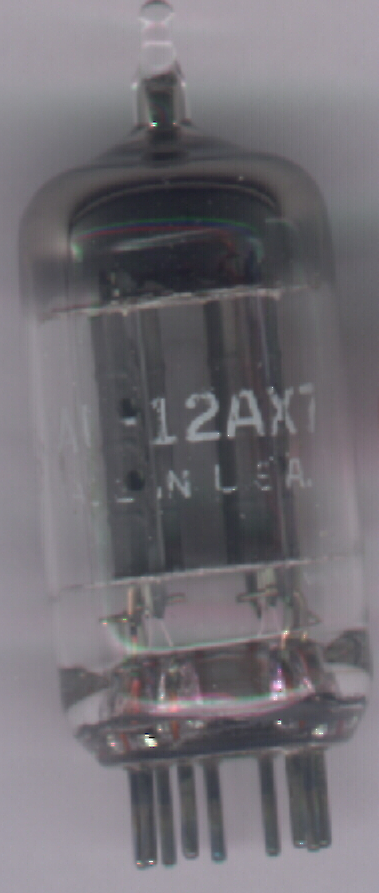
General Electric 12AX7.
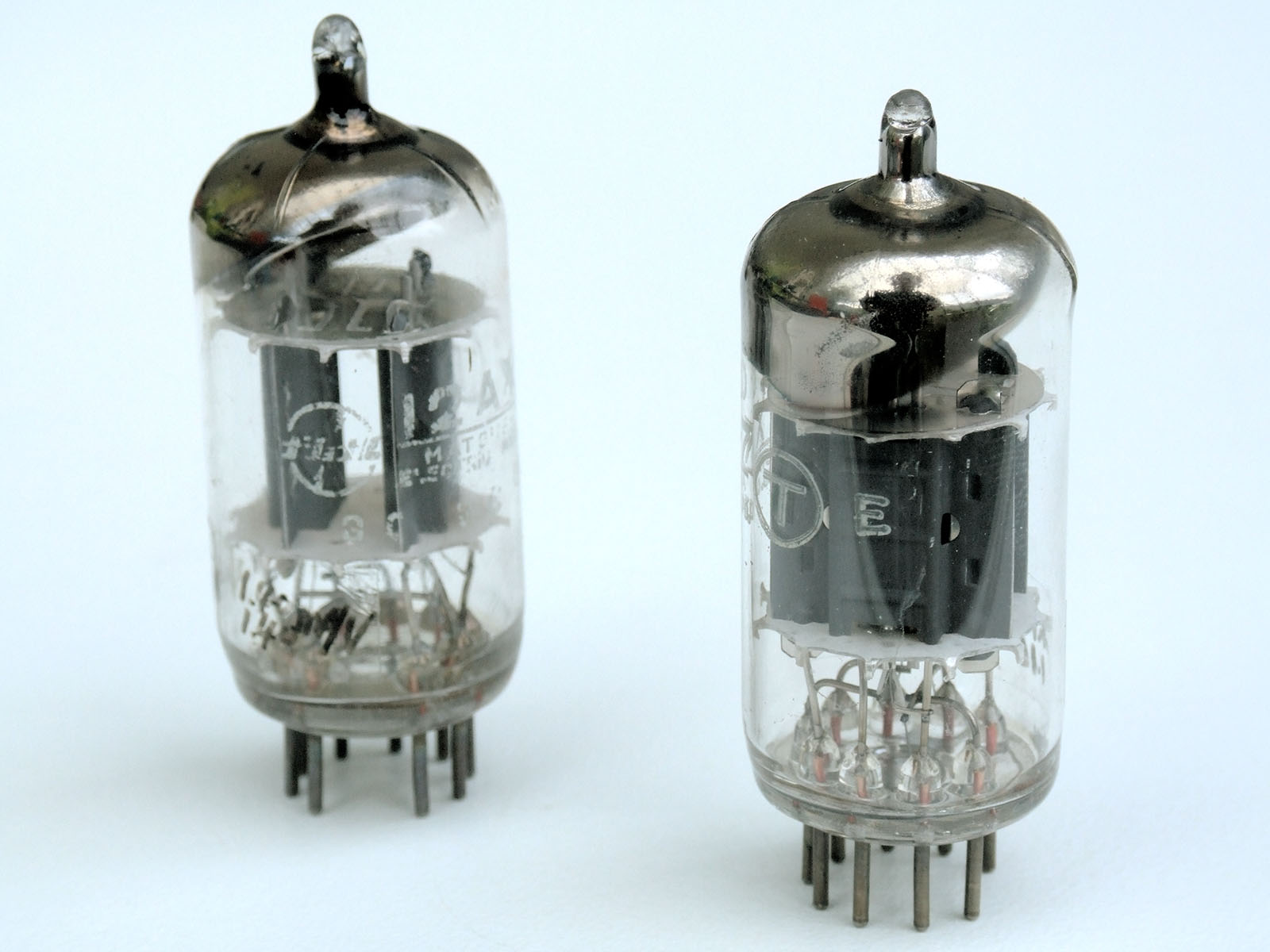
Matsushita 12AX7.
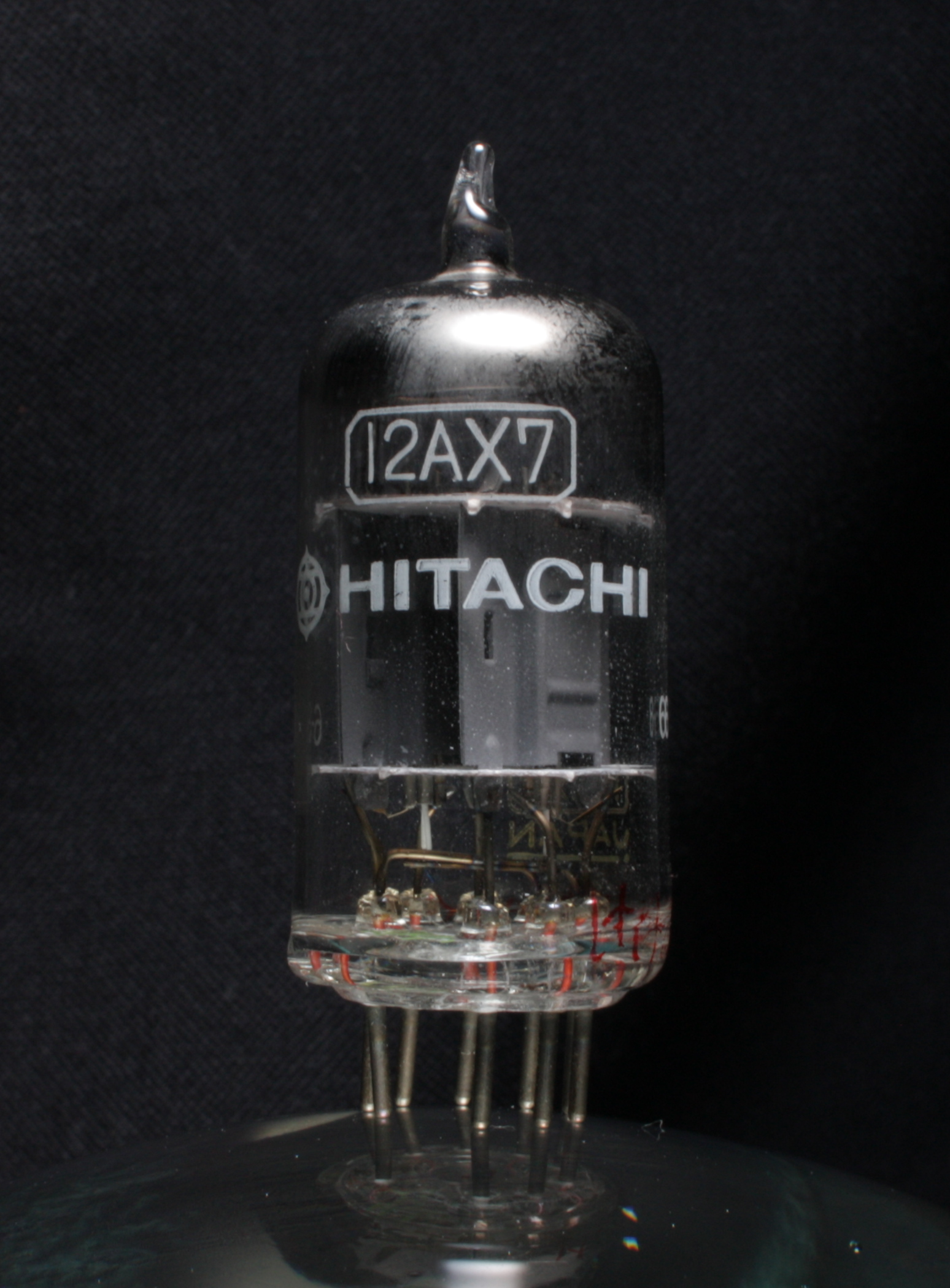
Hitachi 12AX7.
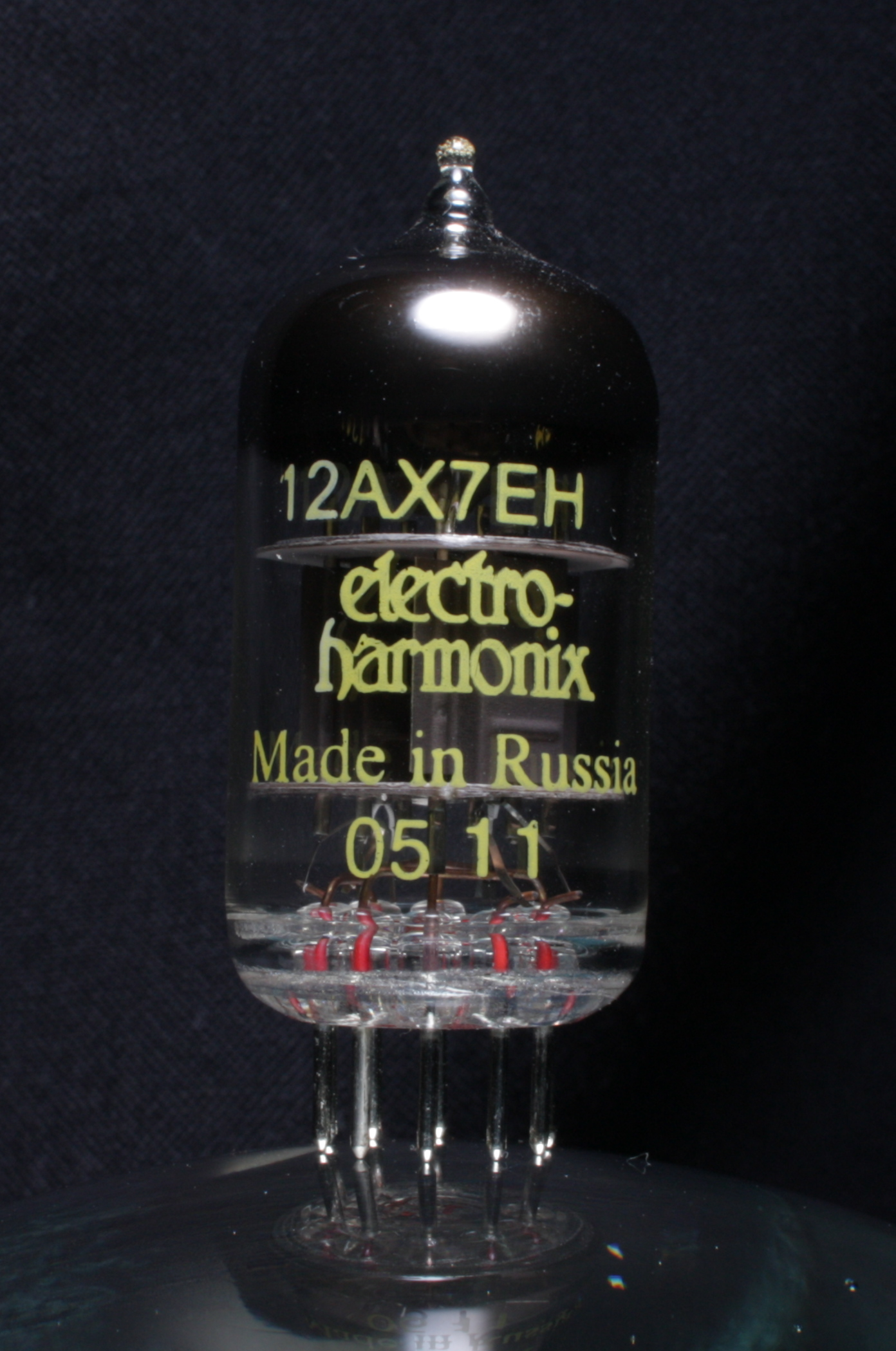
Electro-Harmonix 12AX7EH.
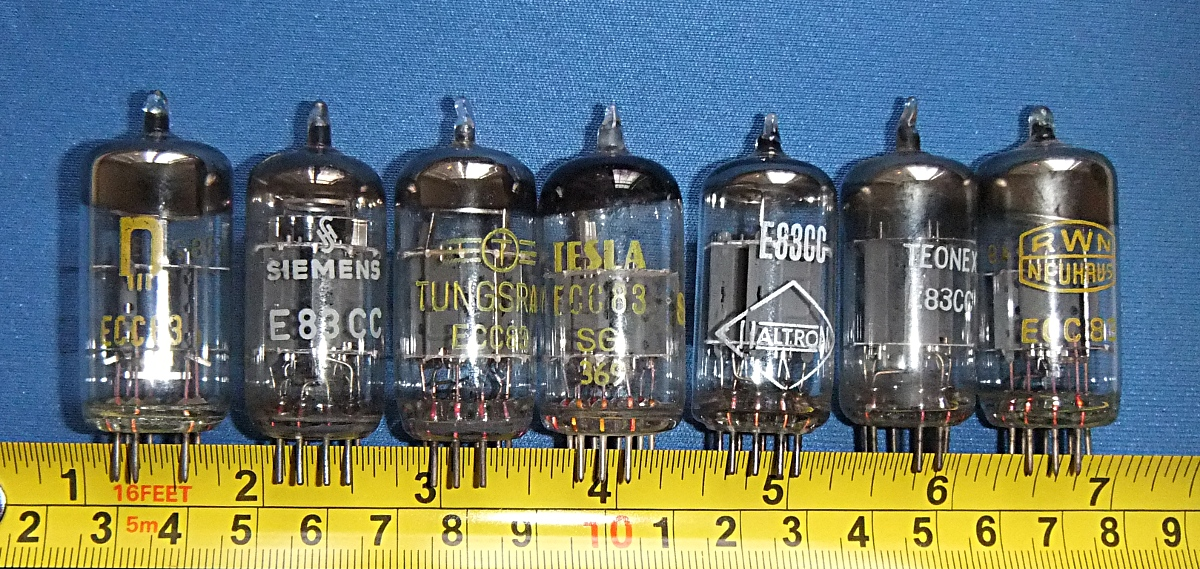
Varias válvulas ECC83.
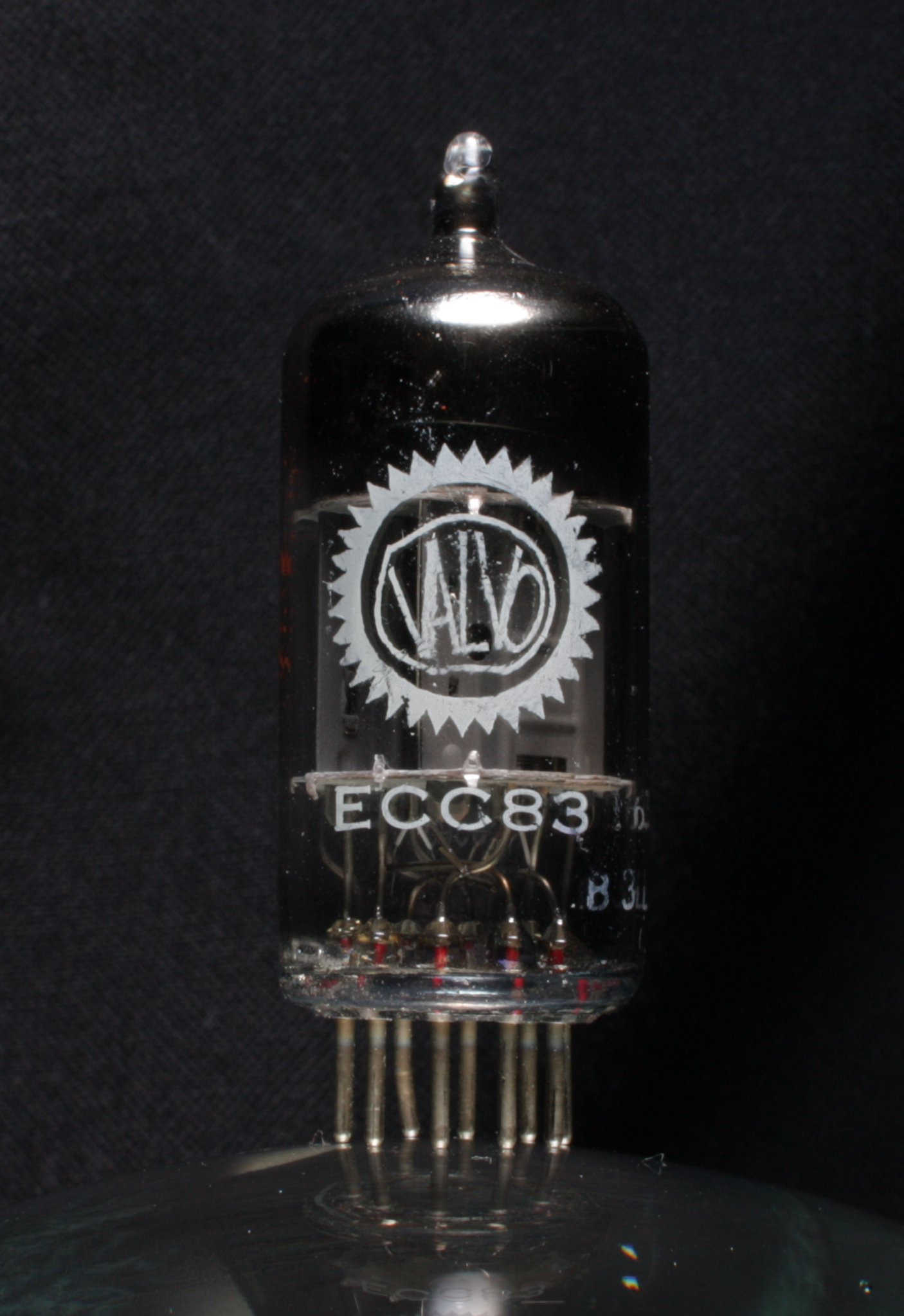
Valvo ECC83.